# Dürrholz
Dürrholz – miejscowość i gmina w zachodnich Niemczech, w kraju związkowym Nadrenia-Palatynat, w powiecie Neuwied, wchodzi w skład gminy związkowej Puderbach. Liczy 1 298 mieszkańców (2009).
Leży na terenie urozmaiconym pagórkami, dolinami i strumieniami (Muscheider Bach, Daufenbach, Werlenbach i Grenzbach). Dzieli się na trzy osiedla: Daufenbach, Muscheid i Werlenbach.
Przed wiekami znajdowała się na terenie gęsto zalesionym. Dlatego też nazwa osady pochodzi od słów: dürr = pol. suchy, wysuszony; Dörre, Darre = pol. suszarnia; dorren, darren = pol. suszyć; dörren = pol. suszyć, wędzić, palić; Holz = pol. drewno.
Herb gminy przedstawia trzy kłosy, symbolizujące trzy osiedla; zaś hak do drewna związek z lasem (motyw ten często przewija się na herbach gmin powiatu Neuwied). Czerwone i srebrne tło odnosi się do księstwa Wied, do którego należał Dürrholz.